# Goodbye, Mr. Chips (pel·lícula de 1969)
 Goodbye, Mr. Chips és una pel·lícula estatunidenca dirigida per Herbert Ross, estrenada el 1969.

## Argument
Al cor d'Anglaterra està enclavada l'escola de Brookfield, a la qual arriba, a finals del segle xix, el jove professor Arthur Chipping, conegut com a "Chips" entre els seus alumnes, passarà allà tota la seva vida professional com a mestre de diverses generacions... En un moment donat, el professor es nega a deixar passar un dels nois, malgrat que el seu pare, Lord Sutterwick, és un dels protectors del centre. Amb profunda amargura, "Chips" comprova la seva impopularitat entre els joves.
Nova adaptació de la novel·la de James Hilton que va suposar el debut com a director de Herbert Ross. Peter O'Toole va ser nominat a l'Oscar al millor actor; també va ser seleccionada la banda sonora, composta pel llavors poc conegut John Williams i per Leslie Bricusse.

## Repartiment
- Peter O'Toole: Arthur Chipping
- Petula Clark: Katherine Bridges
- Michael Redgrave: El director
- Alison Leggatt: La dona del director
- Siân Phillips: Ursula Mossbank

## Premis i nominacions

### Premis
- 1970: Premi David di Donatello al millor actor estranger per Peter O'Toole
- 1970: Globus d'Or al millor actor musical o còmic per Peter O'Toole

### Nominacions
- 1970: Oscar al millor actor per Peter O'Toole
- 1970: Oscar a la millor banda sonora per Leslie Bricusse i John Williams
- 1970: Globus d'Or a la millor banda sonora original per Leslie Bricusse
- 1970: Globus d'Or a la millor actriu secundària per Siân Phillips